# Nathalie Moellhausen
Nathalie Moellhausen (* 1. Dezember 1985 in Mailand) ist eine brasilianisch-italienische Degenfechterin.

## Erfolge
Nathalie Moellhausen ist die Tochter einer Brasilianerin und eines Deutsch-Italieners und besitzt daher sowohl die brasilianische als auch die italienische Staatsbürgerschaft. Im Alter von 18 Jahren trat sie dem Centro Sportivo dell’Aeronautica Militare der italienischen Luftwaffe bei.
Unter italienischer Flagge war der Gewinn der Weltmeisterschaft 2009 in Antalya mit der Mannschaft ihr größter Erfolg. Zudem sicherte sie sich bei Weltmeisterschaften jeweils 2010 in Paris im Einzel und 2011 in Catania mit der Mannschaft Bronze. Bereits 2007 war sie in Gent mit der Mannschaft Europameisterin geworden, 2009 folgte in Leipzig Silber. Im Einzel gelang ihr 2011 in Sheffield der Gewinn der Bronzemedaille. Bei den Olympischen Spielen 2012 in London kam sie nur im Mannschaftswettbewerb zum Einsatz und belegte mit der italienischen Equipe den siebten Rang. Im Anschluss an die Spiele legte sie eine Wettkampfpause ein, um sich verstärkt auf ihre Karriere abseits des Sports zu konzentrieren.
Im Januar 2014 gab sie ihr Comeback unter brasilianischer Flagge bekannt. Da der brasilianische Verband zu dem Zeitpunkt keine Degenfechterin in den Top 100 der Weltrangliste hatte, versprach sich Moellhausen große Chancen, an den Olympischen Spielen 2016 in Rio de Janeiro teilzunehmen. Ihr gelang auch die Qualifikation und sie erreichte bei den Spielen das Viertelfinale im Einzel. Zuvor hatte sie unter anderem bei den Panamerikanischen Spielen 2015 in Toronto jeweils Bronze im Einzel und mit der Mannschaft gewonnen und wurde im selben Jahr in Santiago de Chile Panamerikameisterin im Einzel. Bei Panamerikameisterschaften folgten von 2016 bis 2019 weitere Medaillengewinne. Der größte Erfolg ihrer Karriere gelang Moellhausen 2019 bei den Weltmeisterschaften in Budapest, als sie nach einem 13:12-Finalsieg über Lin Sheng den Titel gewann. Kurz darauf sicherte sie sich Bronze bei den Panamerikanischen Spielen in Lima.
Moellhausen ist mit einem Italiener verheiratet. Sie studierte Philosophie an der Universität Paris III (Sorbonne Nouvelle) in Paris.

## Gesundheit
Wenige Wochen vor den Olympischen Sommerspielen 2024 in Paris war bei Moellhausen ein gutartiger Tumor entdeckt worden. Sie entschied sich zunächst gegen eine Operation und trat in der ersten Runde Degen gegen die Kanadierin Ruien Xiao am. Während des Gefechts hatte sie einen Zusammenbruch und musste behandelt werden. Im Anschluss beendete sie den Wettkampf und verlor mit 11:15. Dann begab sie sich in ein Pariser Krankenhaus und entschied für die Operation.